# 1019 Strackea
Strackea (asteroide 1019) é um asteroide da cintura principal com um diâmetro de 8,37 quilómetros, a 1,7753382 UA. Possui uma excentricidade de 0,0713307 e um período orbital de 965,42 dias (2,64 anos).
Strackea tem uma velocidade orbital média de 21,54183816 km/s e uma inclinação de 26,97414º.
Este asteroide foi descoberto em 3 de março de 1924 por Karl Reinmuth.